# Березова Річка (Томський район)
Бере́зова Рі́чка (рос. Берёзовая Речка) — присілок у складі Томського району Томської області, Росія. Входить до складу Калтайського сільського поселення.
Стара назва — Березорічка.

## Населення
Населення — 9 осіб (2010; 29 у 2002).
Національний склад (станом на 2002 рік):
- татари — 79 %